# Sjövägen
La route maritime (en suédois : Sjövägen) ou ligne 80 est une route maritime de traversier du centre-ville de Stockholm en Suède.

## Présentation
La ligne relie Nybroplan et Ropsten et certains trajets se poursuivent jusqu'à Storholmen. 
La ligne est exploitée depuis avril 2013 dans le cadre d'un contrat pluriannuel de Rederiaktiebolaget Ballerina pour Storstockholms Lokaltrafik.

## Histoire
Sjövägen est un développement du trafic maritime que Vasakronan assurait depuis plus de dix ans pour ses usagers de Nacka Strand avec le M/S Ballerina et le M/S Kanholmen. 
En 2016, Sjövägen était desservie par le M/S Kung Ring et le M/S Hättan.
Depuis l'automne 2019, la ligne est desservie par Sjövägen, Ballerina, Kanholmen, Gurli, Kung Ring, Hättan, Kungshatt et Nämdöfjärd . 
Le bateau de réserve Stockholms Ström 3 a également été utilisé dans une certaine mesure.
Sjövägen a démarré en tant que projet pilote en 2010 pour étudier, avec des les circuits et avec la carte d'époque de Storstockholms Lokaltrafik, les conditions préalables à un transport public maritime à plus grande échelle.
L'essai a été considéré comme réussi et le projet pilote est devenu permanent. 
M/S Ballerina a exploité la ligne jusqu'en 2014 ,.
La même année, le bateau électrique E/S Sjövägen a été introduit sur la route maritime.
Le 1er janvier 2020, Sjövägen est devenue la ligne 80 Nybroplan - Nacka - Lidingö - Ropsten - Storholmen de Storstockholms Lokaltrafik.

## Galerie

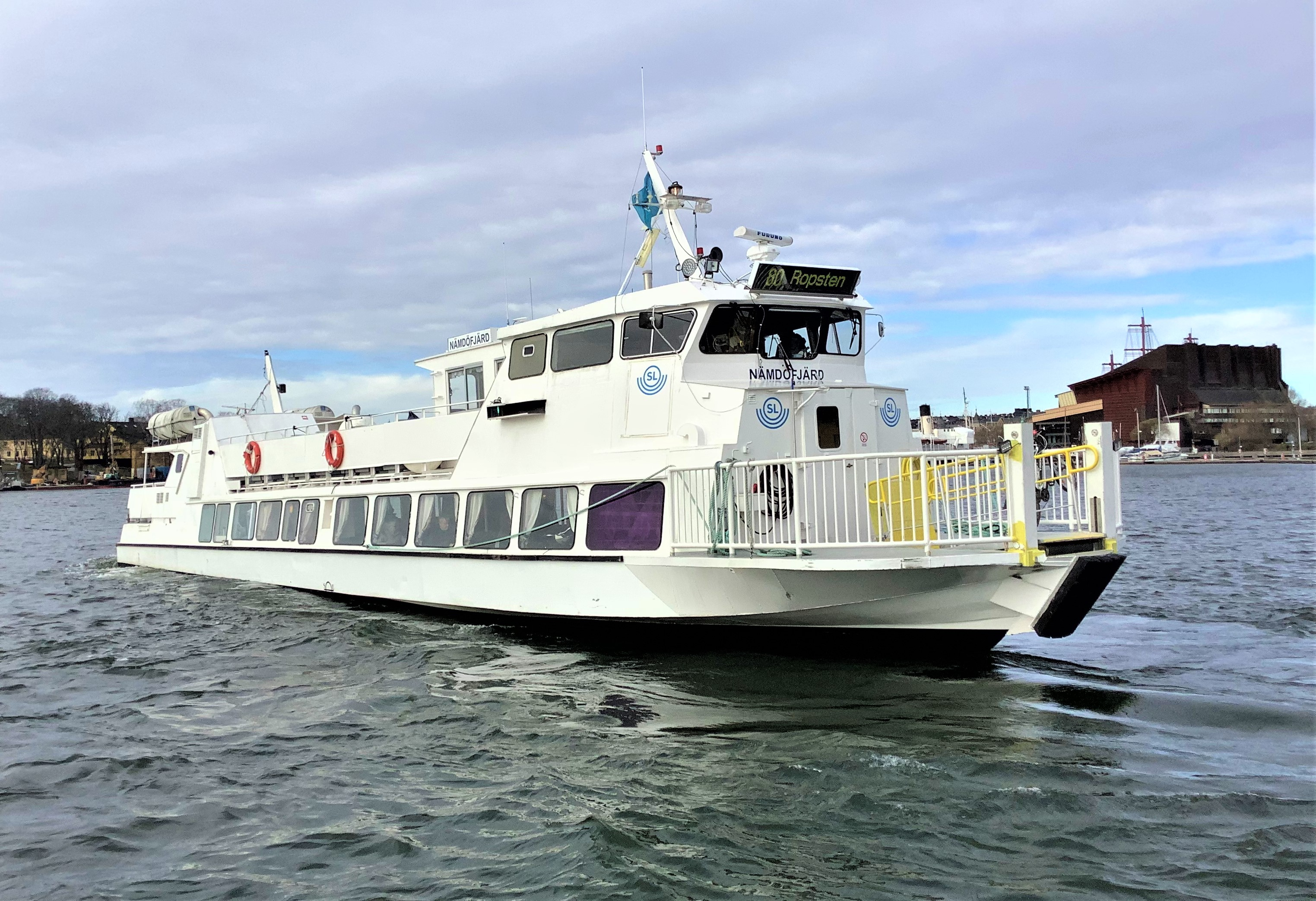
M/S Nämdöfjärd.
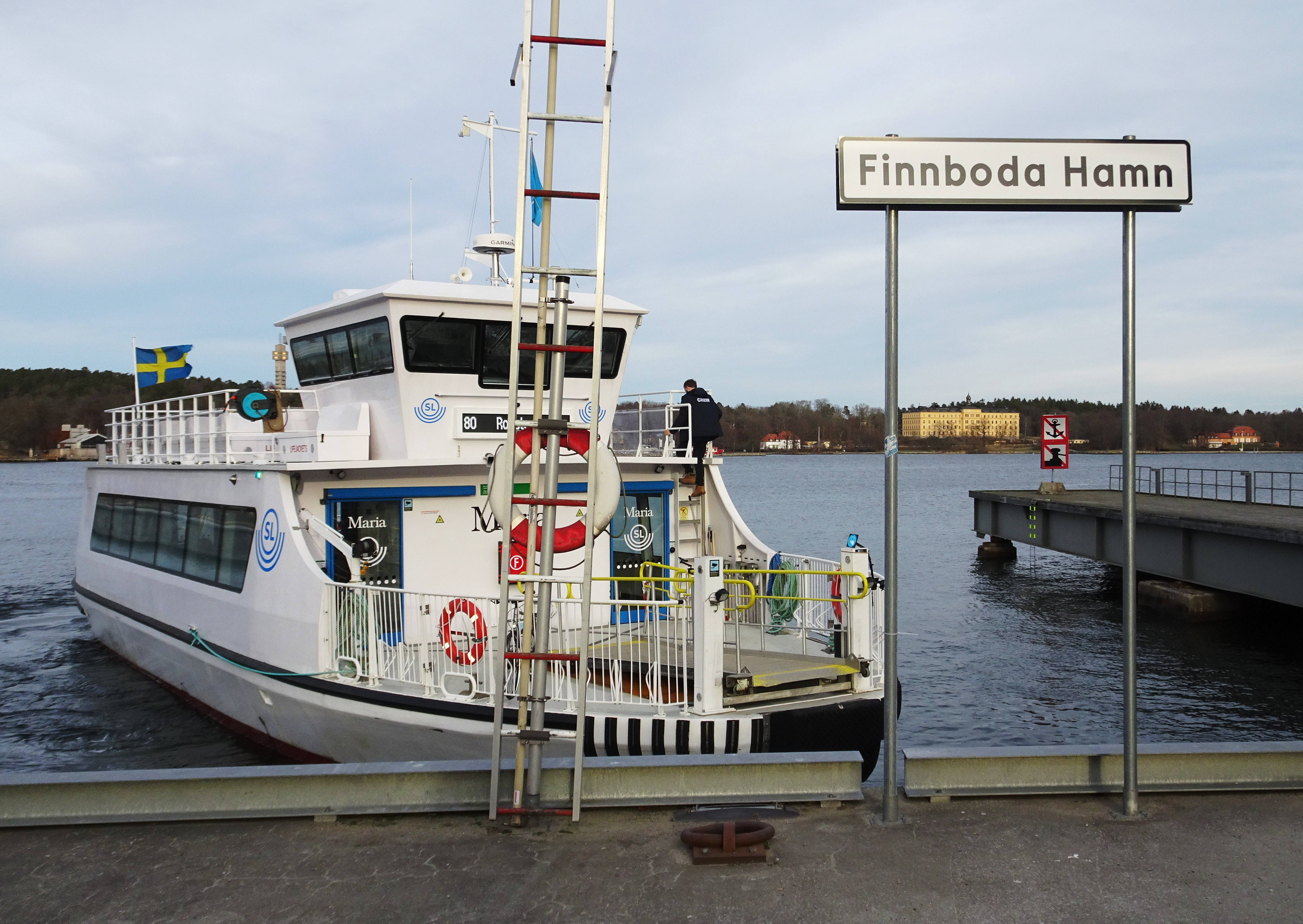
M/S Maria à Finnboda.
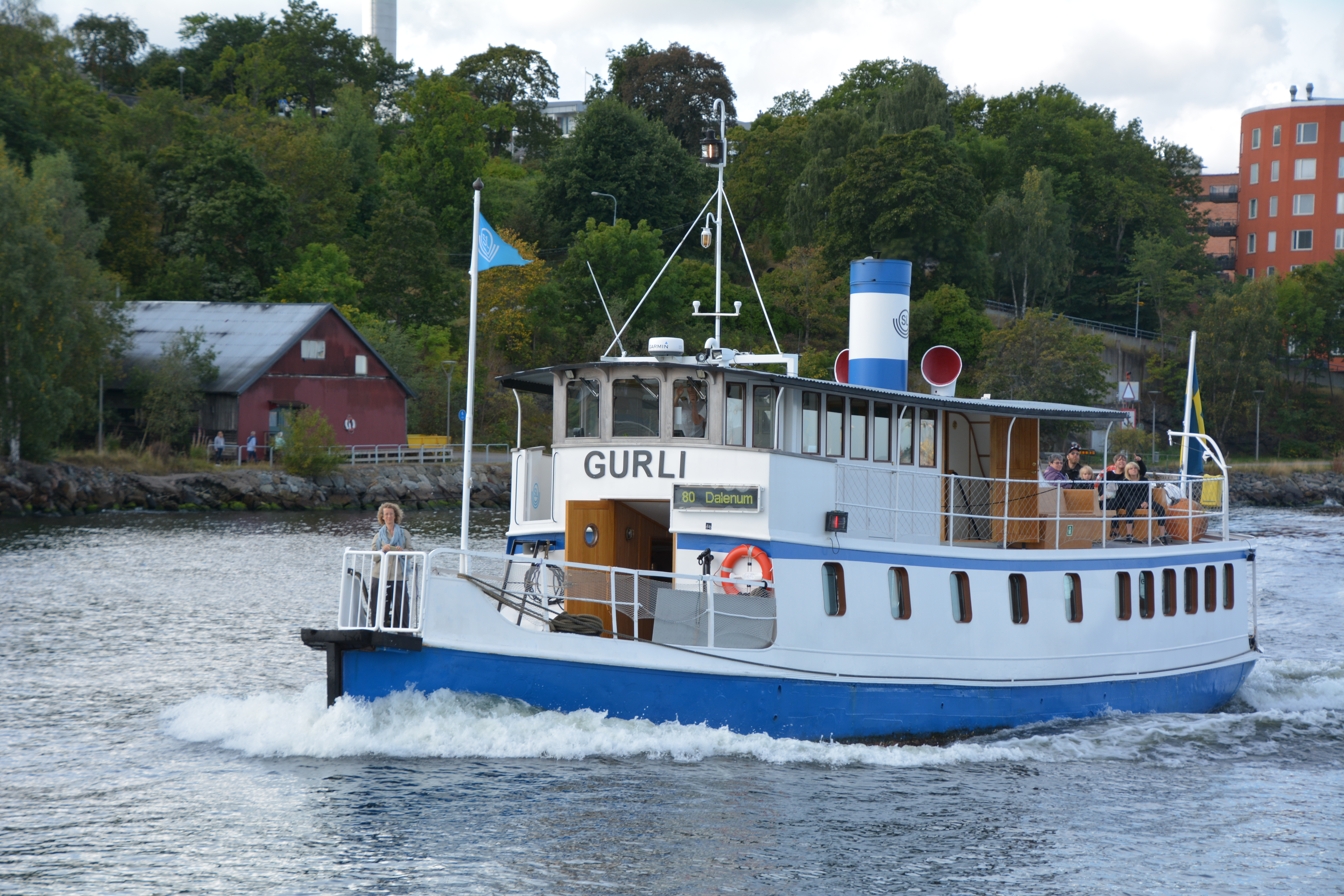
Le M/S Gurli.
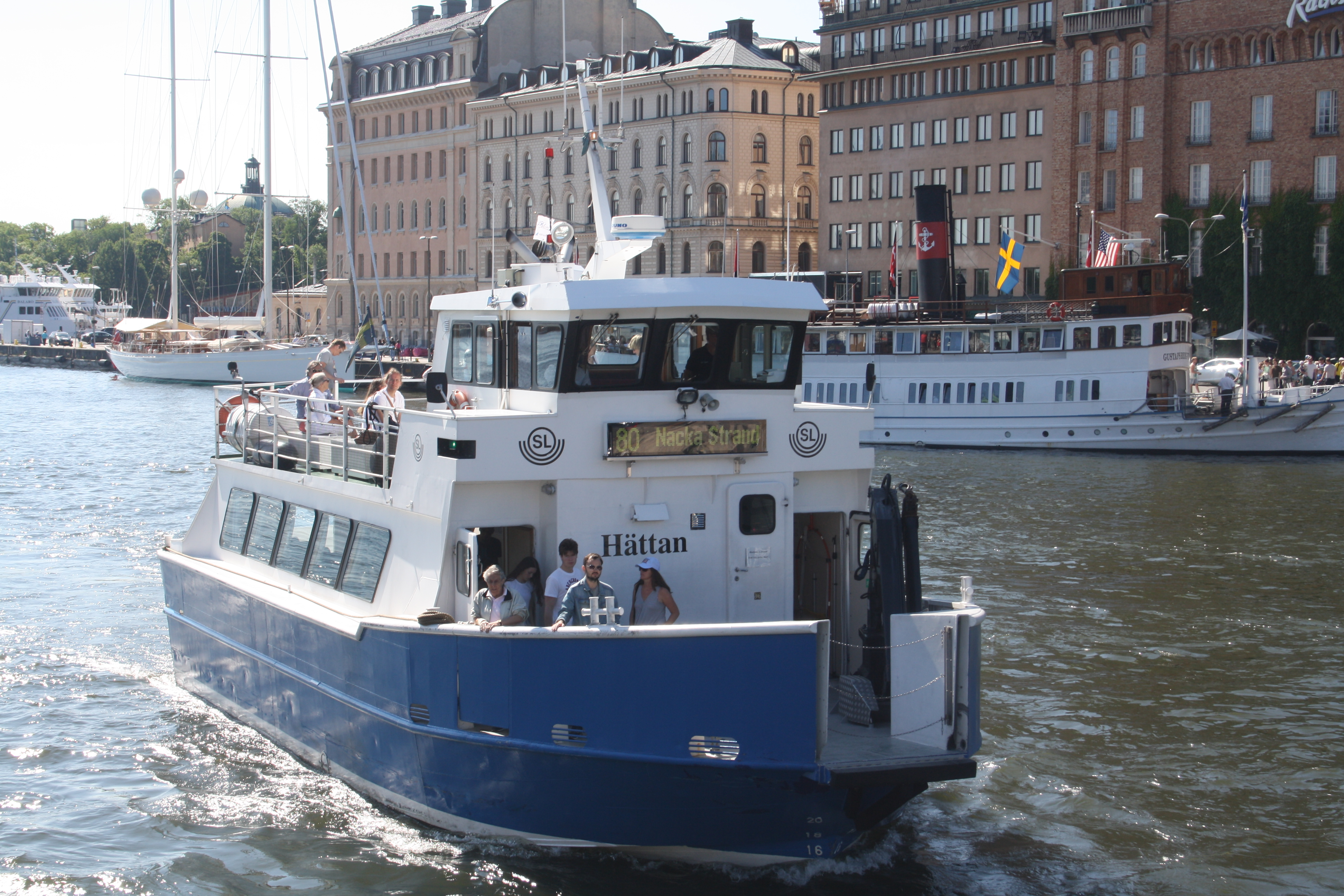
Le M/S Hättan.

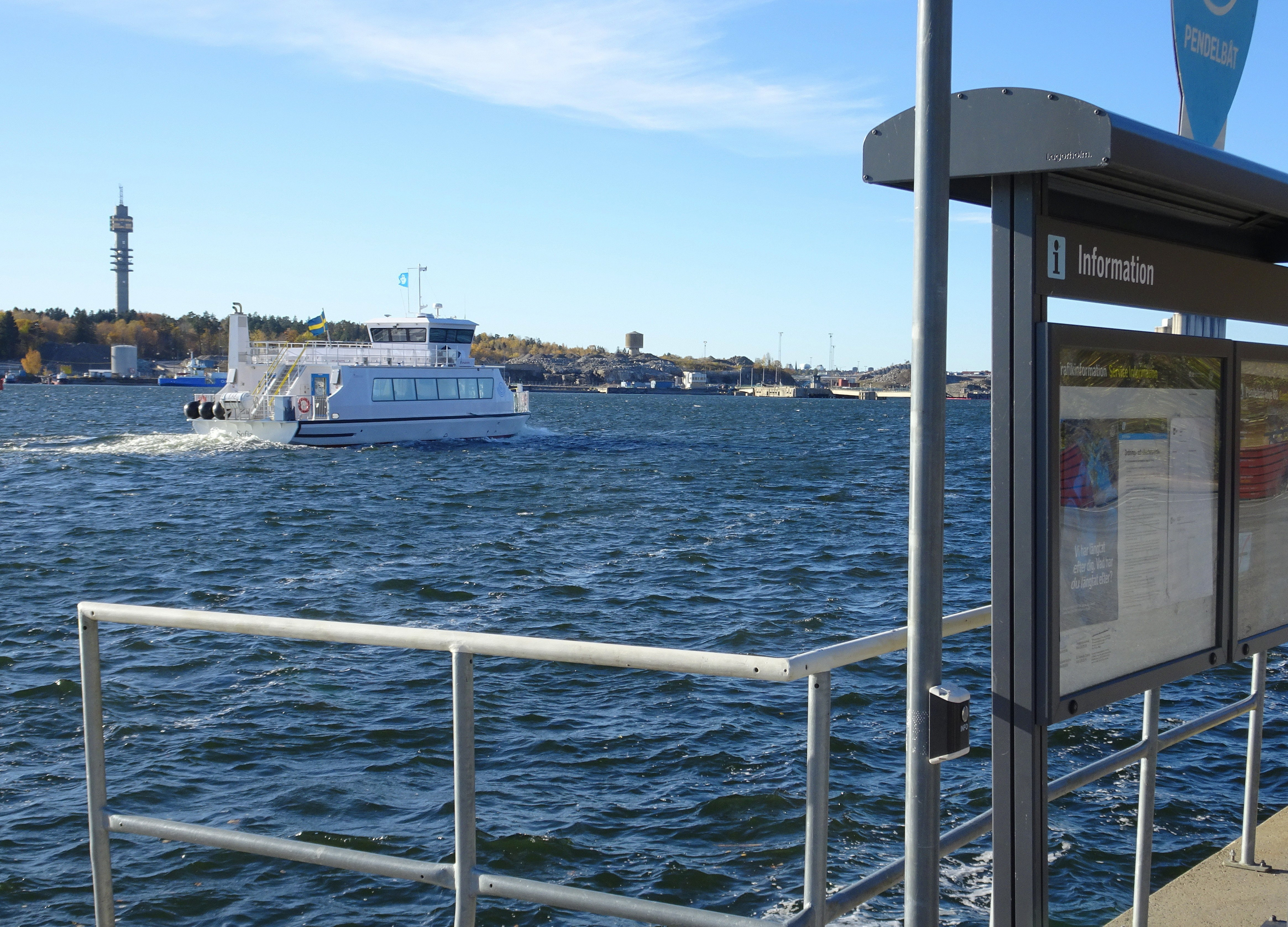
Le M/S Sofia quitte la jetée de Larsberg.
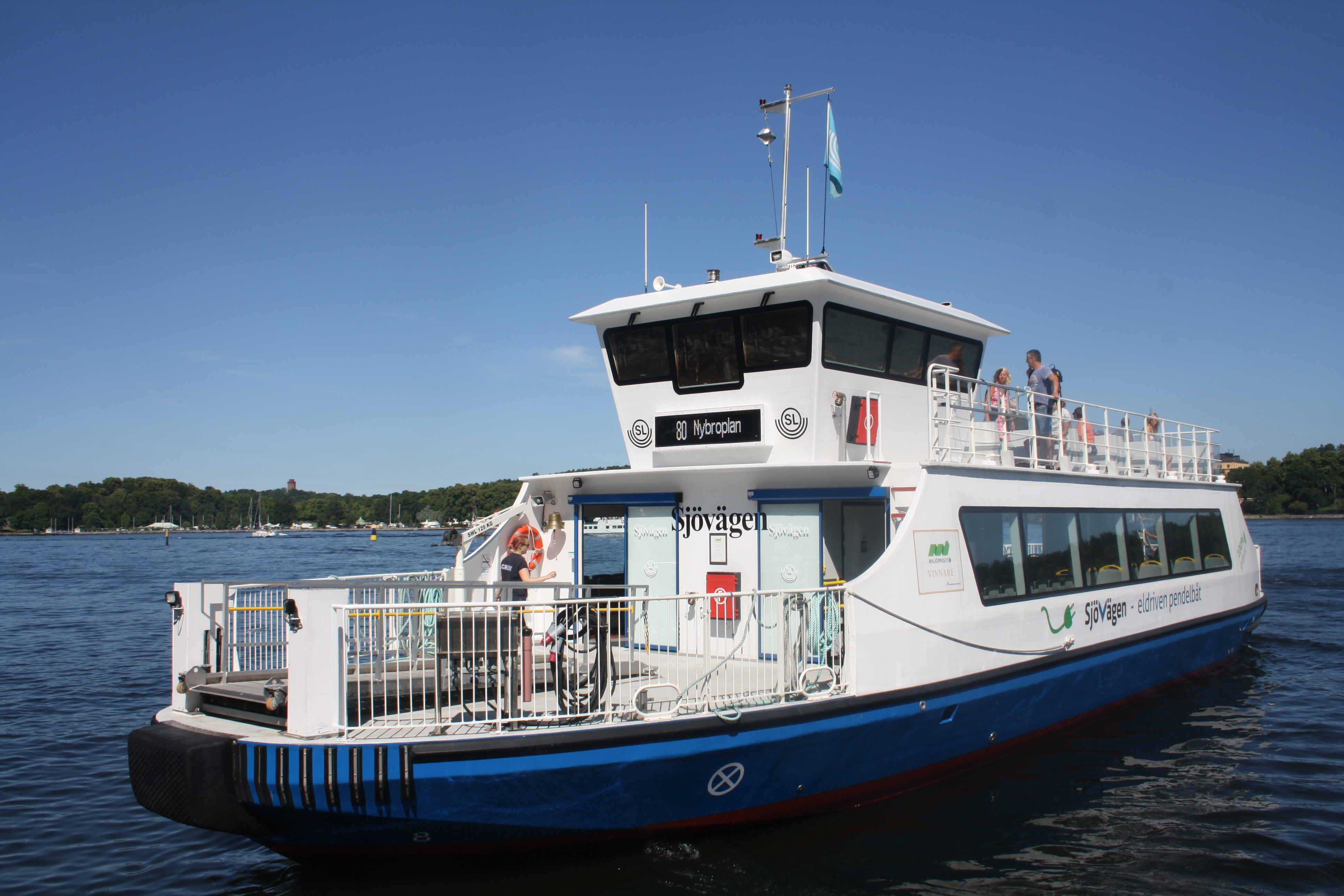
Le E/S Sjövägen quitte Kvarnholmen
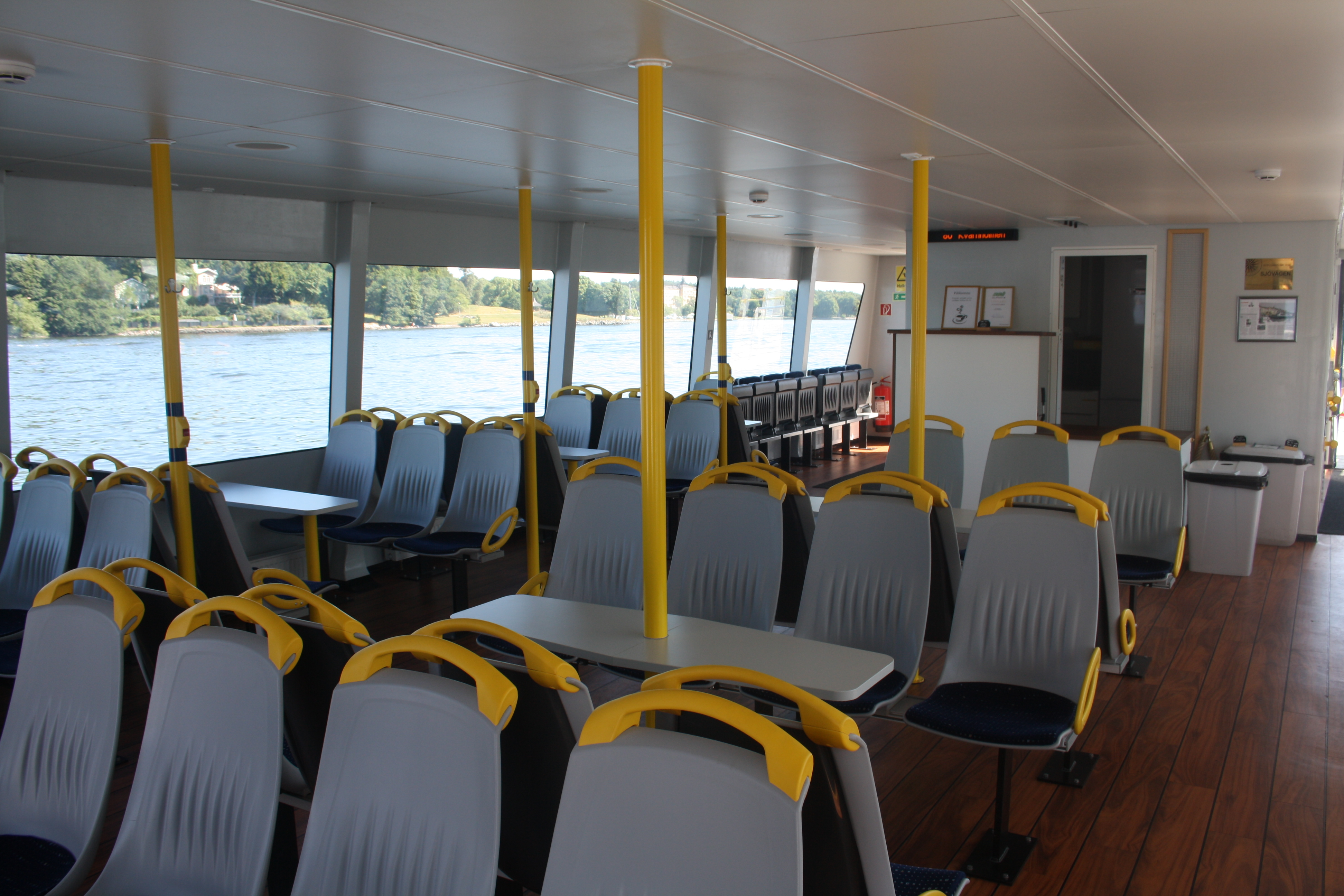
À bord du E/S Sjövägen.
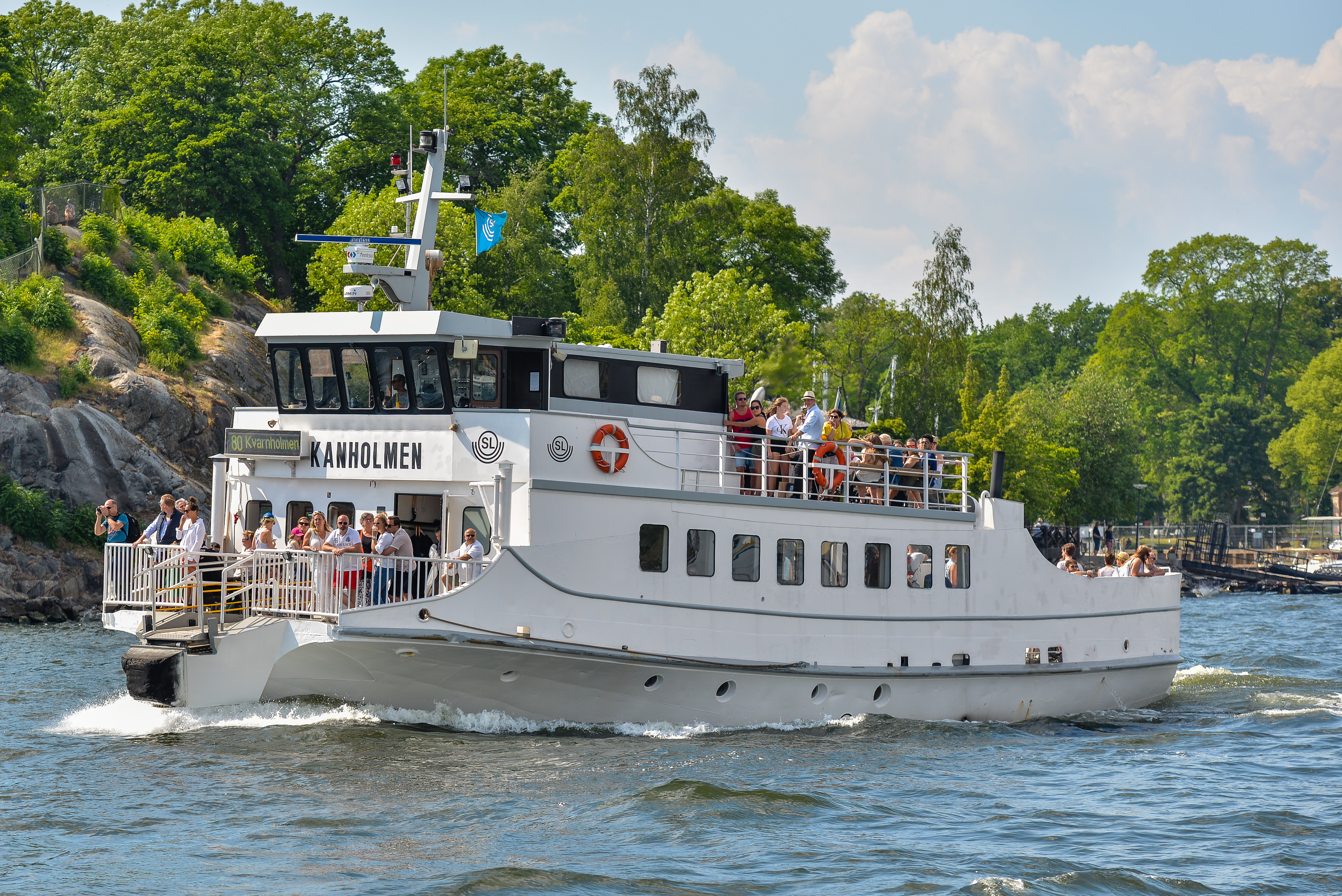
M/S Kanholmen.